# Photuris hebes
Photuris hebes är en skalbaggsart som beskrevs av Barber 1951. Photuris hebes ingår i släktet Photuris och familjen lysmaskar. Inga underarter finns listade i Catalogue of Life.